# تاریخ روسیه کمبریج
تاریخ روسیه کمبریج (به انگلیسی: The Cambridge History of Russia) کتابی سه جلدی در زمینه تاریخ روسیه است که توسط انتشارات دانشگاه کمبریج منتشر شده‌است.

## جلدها
- جلد ۱: روسیه نخستین تا ۱۶۸۹ میلادی، ویراسته مائورین پریه
- جلد ۲: امپراتوری روسیه از ۱۶۸۹ تا ۱۹۱۷، ویراسته دومینیک لیون
- جلد ۳: قرن بیستم. ویراسته گریگور سونی